# Cầu Łazienkowski
52°13′31″B 21°02′57″Đ / 52,22528°B 21,04917°Đ
Cầu Łazienkowski (tiếng Ba Lan: Most Łazienkowski) là một cây cầu thép năm nhịp, bắc qua Vistula ở Warsaw, Ba Lan. Nó dài 423m và rộng 28m, có ba làn đường cho xe mỗi chiều và vỉa hè cho người đi bộ. Tên gọi để chỉ Công viên Łazienki và Cung điện Łazienki, nằm ở phía tây nam của cây cầu.
Cây cầu đã được mở cùng với Łazienkowska Thoroughfare vào ngày 22 tháng 7 năm 1974, sau ba năm xây dựng.
Từ năm 1981 đến năm 1998, cây cầu được chính thức đặt tên là Most Łazienkowski im. gen. Zygmunta Berlinga Most Łazienkowski im. gen. Zygmunta Berlinga (tiếng Anh: General Zygmunt Berling Łazienkowski Bridge) để vinh danh một chỉ huy quân đội Ba Lan cộng tác với Liên Xô trong Thế chiến II, nhưng trong thực tế, tên này gần như không bao giờ được sử dụng.

## Hỏa hoạn
Dưới mức đường phố, cây cầu có một hành lang dịch vụ, chủ yếu để kiểm tra, nhưng cũng có nhà ở một số cài đặt nhất định: điện trung thế, cáp quang viễn thông, vv Kể từ khi xây dựng, hành lang này có sàn gỗ. Do những lo ngại về an toàn, người ta đã quyết định thay thế tất cả gỗ và các vật liệu dễ cháy khác bằng những vật liệu không cháy. Trớ trêu thay, vào ngày 14 tháng 2 năm 2015, trong công trình thay thế, một đám cháy bùng phát trên bờ phía đông, dưới cầu nơi các vật liệu tháo dỡ được lưu trữ tạm thời. Ngọn lửa đã đến cây cầu và đốt cháy những phần tử chưa được tháo dỡ. Ban đầu, dự kiến đám cháy sẽ không gây ra thiệt hại nghiêm trọng, tuy nhiên, kiểm tra sau vụ cháy cho thấy nhiệt độ ngọn lửa đạt 1000 °C và làm hỏng các yếu tố chịu tải thép đủ để cây cầu cần được tân trang nghiêm trọng, trị giá 104 triệu złoty (khoảng 25 triệu euro). Nó được mở cửa trở lại cho công chúng vào ngày 20 tháng 10 năm 2015.